# Pootie Tang
Pootie Tang (bra: Pootie Tang - Quase um Super-Homem) é um filme norte-americano de 2001, do gênero comédia, escrito e dirigido por Louis C.K.. Adaptado de uma esquete que apareceu pela primeira vez no The Chris Rock Show, o personagem Pootie Tang é uma sátira dos personagens estereotipados que apareceram nos filmes antigos de blaxploitation. O discurso do personagem-título, que se parece vagamente com pidgin, é quase ininteligível para o público, mas os outros personagens do filme não têm problemas para entendê-lo.

## Enredo
Pootie Tang (Crouther) luta contra o crime, tem uma linguagem própria e é um modelo para as crianças. Sua batalha consiste em derrotar Dick Lecter (Robert Vaughn), o diretor de uma empresa que está tentando fazer com que crianças comecem a fumar, a beber e a comer apenas fast food.[carece de fontes?]

## Elenco
- Lance Crouther como Pootie Tang
- J. B. Smoove como Trucky
- Jennifer Coolidge como Ireenie
- Wanda Sykes como Biggie Shorty
- Robert Vaughn como Dick Lecter
- Chris Rock como JB/Radio DJ/Daddy Tang
- Reg E. Cathey como Dirty Dee
- J.D. Williams como Froggy
- Mario Joyner como Lacey
- Dave Attell como Frank
- Laura Kightlinger como Laura Knight
- Rick Shapiro como Shakey
- Missy Elliott como Diva
- David Cross como Dennis
- Cole Hawkins como Little Pootie
- Andy Richter como executivo da Record
- Kristen Bell como filha do executivo da Record
- Keesha Sharp como garota na festa
- Todd Barry como Greasy
- Bob Costas como ele mesmo
- Fabian Celebre como Sleuthy
- Anthony Iozzo como Slobby

## Produção
Originalmente um filme da Paramount Classics intitulado Pootie Tang in Sine Your Pitty on the Runny Kine, o orçamento foi aumentado e transferido para a principal divisão da Paramount Pictures. C.K. afirmou que ele foi demitido do filme durante a fase de edição. Segundo ele, Ali LeRoi foi contratado para reeditar extensivamente o filme. Concordando abertamente com as críticas desdenhosas de Roger Ebert de que o filme não deveria ter sido lançado, C.K. disse que o produto final, apesar de conter partes de que ele gostava, estava longe de ser sua própria visão.

## Recepção
A recepção crítica foi geralmente negativa, com o Rotten Tomatoes dando uma taxa de aprovação de 27% com base em 44 avaliações. Roger Ebert atribuiu uma classificação de meia-estrela, criticando-a pelo uso excessivo da linguagem vulgar e pelo retrato humilhante das mulheres, descrevendo-a como um "acidente de trem" e finalizando sua crítica afirmando: "Este filme não está em condições de ser liberado" Nathan Rabin, do The A.V. Club, disse que Pootie Tang "beira o abuso do público" e "confunde a idiotice com absurdo e aleatoriedade com inteligência". Em 2009, o colega escritor do A.V. Club Scott Tobias revisitou o filme e o incluiu em sua série New Cult Canon, notando que Pootie Tang repeliu os principais críticos e o público, mas mantém um status elevado entre comediantes e fãs de anti-comédia subversiva em geral".

## Trilha sonora
Music from and Inspired By the Motion Picture Pootie Tang é a trilha sonora do filme. Foi lançado em 26 de junho de 2001 pela Hollywood Records e consistia em R&B e hip hop. O álbum alcançou o 51º lugar nos principais álbuns de R&B/Hip-Hop e 22º no Top Soundtracks da Billboard e apresentou um single "Southern Girl", de Erykah Badu & Rahzel, que alcançou o 24º lugar na Billboard R&B/Hip-Hop Songs.

## Na cultura popular
- No filme de comédia de 2003 Scary Movie 3, o personagem de George Carlin, The Architect, diz que acidentalmente devolveu uma fita de vídeo para a Blockbuster Inc., pensando que era Pootie Tang. Posteriormente, os alienígenas chegam à Terra e afirmam ter assistido ao vídeo que estimulou suas visitas à Terra porque pensavam que era Pootie Tang.
- No programa de TV The Bernie Mac Show, Chris Rock (que aparece em Pootie Tang) assiste a um jogo de pôquer na casa de Bernie Mac. Um dos participantes observa que ele realmente gostou de Pootie Tang, ao qual Rock responde que "nem a mãe dele viu Pootie Tang". Além disso, em "The Talk", do mesmo seriado, a amiga de Wanda diz a Mac que o viu na capa da caixa do vídeo, embora Mac negue isso, pois ele não aparece na capa da caixa do filme.
- Conan O'Brien disse em seu programa de televisão que Pootie Tang é "o maior nome de um filme de todos os tempos".[13]